# Крв и црна чипка
Крв и црна чипка (енгл. Blood and Black Lace), познат и под насловом Шест жена за убицу (итал. 6 donne per l'assassino), је ђало хорор филм из 1964. године, редитеља и сценаристе Марија Баве, рађен у копродукцији Италије, Западне Немачке и Француске. Главнеулоге тумаче Ева Барток, Камерон Мичел и Мери Арден. Радња прати маскираног серијског убицу чије жртве су модели италијсанске модне куће.
Филм се сматра једним од зачетника ђало поджанра, који је касније довео и до развоја слешер филмова. Утицао је на бројне познате редитеље, као што су: Дарио Арђенто, Мартин Скорсезе и Педро Алмодовар. Америчка ТВ мрежа Браво сврстала је једну од сцена из филма на 85. место листе 100 најстрашнијих сцена из хорор филмова.
Премијерно је приказан 14. марта 1964, у Риму, а касније исте године у Француској и Немачкој. Иако у почетку није привукао много пажње, филм се данас сматра култним класиком, а многи критичари га сврставају међу 100 најбољих хорор филмова свих времена.

## Радња
Маскирани серијски убица прогони моделе римске куће високе моде. Полицијски инспектор Силвестери истражује убиства, а сви трагови воде ка дечку једне од жртава, који је иначе и зависник од кокаина.

## Улоге
| Глумац             | Улога                     |
| ------------------ | ------------------------- |
| Ева Барток         | грофица Кристијана Комо   |
| Камерон Мичел      | Масимо Морлачи            |
| Томас Рајнер       | инспектор Силвестери      |
| Аријана Горини     | Никол                     |
| Мери Арден         | Пеги Пејтон               |
| Лиа Кругер         | Грета                     |
| Клод Дантес        | Тао-Ли                    |
| Данте ди Паоло     | Франко Скало              |
| Масимо Риђи        | Марко                     |
| Франко Ресел       | Марчез Рикардо Морели     |
| Лучано Пигоци      | Цезар Лацарини            |
| Ђулијано Рафаели   | инспектор Занчин          |
| Франческа Унгаро   | гроф Филипо Донати        |
| Харијет Вајт Медин | Клариса                   |
| Хајди Штро         | модел                     |
| Енцо Черузико      | радник на бензиској пумпи |
| Нађа Анти          | модел                     |
| Ђофредо Унгер      | маскирани убица           |